# Stagecoach (1939)
Stagecoach (bra: No Tempo das Diligências; prt: A Cavalgada Heroica) é um filme estadunidense de 1939, clássico do gênero western, dirigido por John Ford. O roteiro é de Dudley Nichols e Ben Hecht, uma adaptação de "The Stage to Lordsburg", conto de Ernest Haycox. A trama do filme gira em torno de um grupo de estranhos cavalgando em uma diligência através do "perigoso" território Apache. 
Stagecoach foi o primeiro dos muitos faroestes que Ford filmou usando Monument Valley, no sudoeste americano, na fronteira do Arizona com Utah; como locação, muitos dos quais também estrelados por John Wayne. Cenas de Stagecoach, incluindo uma sequência apresentando o personagem de John Wayne; Ringo Kid, misturaram cenas de Monument Valley com cenas filmadas no Iverson Movie Ranch em Chatsworth na Califórnia, RKO Encino Movie Ranch e outros locais. Incongruências geográficas semelhantes são evidentes ao longo do filme, até a cena final de Ringo (Wayne) e Dallas (Trevor) saindo de Lordsburg, no sudoeste do Novo México, passando por Monument Valley. 
Lançado oficialmente em 2 de março de 1939. Stagecoach recebeu aclamação da crítica especializada onde elogiaram a direção de Ford e o elenco. sendo considerado um dos melhores filmes de 1939 e como consequência disso foi indicado à vários Óscars. O filme é eleito como um dos principais faroeste sendo responsável pela popularização do gênero (antes disso o faroeste era visto como cinema nível B). Por causa disso o filme é elogiado até os dias de hoje apesar de receber críticas por seu racismo. 

## Sinopse
Um grupo de nove pessoas são obrigadas a embarcar em uma perigosa jornada em cima de carruagens através do Arizona, em um território indígena. Sendo levados por cavalos durante bastante tempo, cada um tem o seu motivo pessoal para realizar tal viagem. No meio do caminho eles terão que enfrentar Geronimo e seus guerreiros apaches, e contra eles contarão apenas com a ajuda do cowboy Ringo Kid (John Wayne).

## Elenco
- Claire Trevor como Dallas.[3]
- John Wayne como Ringo Kid.[3]
- Andy Devine como Buck.[3]
- John Carradine como Hatfield.[3]
- Thomas Mitchell como Doc Boone.[3]
- Louise Platt como Lucy Mallory.[3]
- George Bancroft como Curly Wilcox.[3]
- Tim Holt como o Tenente Blanchard.[3]
- Donald Meek como Samuel Peacock.[3]
- Tom Tyler como Luke Plummer.[3]
- Chief John Big Tree como o líder dos nativos norte-americanos.[3]
- Yakima Canutt como o batedor da cavaleria.[3]
- Jack Curtis como o dono da lojinha.[3]

Não creditados:
- Francis Ford como o Sargento Billy Pickett.[4]
- Brenda Fowler como a Sra. Gatewood.[4]
- Elvira Ríos como a indígena apache Yakima, "Esposa" de Chris.[4]
- Duke R. Lee como o xerife Lordsburg.[4]

## Produção

### Desenvolvimento
O roteiro é uma adaptação feita por Dudley Nichols de "The Stage to Lordsburg", um conto de Ernest Haycox. Os direitos  autorais de "Lordsburg" foram comprados por John Ford logo após sua publicação na revista Collier's em 10 de abril de 1937. De acordo com Thomas Schatz, Ford afirmou que sua inspiração em expandir Stagecoach além do enredo básico dado em "The Stage to Lordsburg" foi sua familiaridade com outro conto, "Boule de Suif" de Guy de Maupassant, embora Schatz acredite que "isso dificilmente resiste a um escrutínio". A declaração de Ford também parece ser a base para a afirmação de que o próprio Haycox se inspirou no conto de Guy de Maupassant. No entanto, parece não haver nenhuma evidência concreta de que Haycox  realmente se inspirou na história de Guy, especialmente porque ele era conhecido como um artista que se esforçava para evitar ler as obras de outras pessoas que podem inconscientemente influenciar sua escrita, e ele concentrou sua leitura pessoal na área da história.
Antes da produção, Ford tentou fazer uma parceria com vários estúdios de Hollywood, que recusaram porque os faroestes de grande orçamento naquela época estavam fora de moda e porque a Ford insistiu em querer entregar para John Wayne o papel de protagonista do filme. O produtor David O. Selznick finalmente concordou em ajudá-lo, mas ficou frustrado com a indecisão de Ford sobre quando as filmagens começariam e tinha suas próprias dúvidas sobre a qualidade do elenco. Walter Wanger tinha as mesmas resalvas sobre a produção de um faroeste nível "A" e ainda mais sobre um estrelado por John Wayne; na época um ator de filmes B. Ford não dirigia um western desde os dias dos Cinema mudo. Wanger disse que não arriscaria seu dinheiro a menos que Ford substituísse John Wayne por Gary Cooper e trouxesse Marlene Dietrich para atuar no lugar de Dallas. Ford recusou-se a ceder. No final, eles chegaram a um acordo, com Wanger investindo US $ 250.000, um pouco mais da metade do que a Ford estava procurando, e também contrataria a atriz Claire Trevor; mais conhecida do que John Wayne na época.

### filmagens
As cenas do filme foram filmadas em Kayenta, no nordeste do Arizona, em um antigo acampamento do Corpo de Conservação Civil. As filmagens foram difíceis, com longas horas de produção e as condições meteorológicas nesta elevação de 5700 pés eram extremas, com ventos fortes constantes e baixas temperaturas. Mesmo assim, o diretor John Ford ficou satisfeito com a localização. Para este local, as filmagens aconteceram perto dos "portos" comercias de Goulding, na fronteira de Utah, a cerca de 40 quilômetros de Kayenta. As cenas iniciais do filme foram realizadas em Monument Valley, bem como no Iverson Movie Ranch e no RKO Encino Movie Ranch.

## Lançamento
Foi lançado em 2 de março de 1939. Em países lusófonos como o Brasil só foi lançado em 1943 (quatro anos após o seu lançamento).
O seu primeiro lançamento para mídia doméstica foi em 1999 em Vhs e relançado novamente em Vhs em 2001 (também nesse mesmo ano o filme teve seu primeiro lançamento em DVD). A versão para Blu-ray foi lançada em 2010.

## Recepção
Após o lançamento do filme em 2 de março de 1939, a fé de Ford em John Wayne foi recompensada quando o filme obteve sucesso imediato de crítica e bilheteria. ganhando U$ 1. 103,757 contra um orçamento de U$ 531,374.
Desde seu lançamento o filme recebeu análises extremamente positivas Logo após o seu lançamento a Variety publicou uma critica elogiando a direção de Jhon Ford chamando a de "atrativa" e diz que este é um faroeste divertido e "um drama arrebatador". A revista Time fez uma analise positiva ao "cenário acidentado de Monument Valley" e também o "ritmo admirável" do roteiro. Lon Jones do já extinto Sydney Morning Herald foi ainda mais além: afirmou que Stagecoach já é um dos melhores faroestes já lançados.
Com o passar dos anos a sua fama aumentou ainda mais, se tornando um clássico do gênero. Apesar de receber críticas ao seu racismo contra os nativos. No website agregador de críticas; Rotten Tomatoes o filme tem uma considerada rara aprovação de 100% baseado em 46 avaliações sob o consenso de que: "Tipificando o melhor que o gênero Western tem a oferecer, Stagecoach é uma aventura estrondosa dada a dimensão dramática da direção dinâmica de John Ford e a hipnotizante transformação de John Wayne em uma estrela." No Metacritic o filme tem 93 pontos de aprovação baseado em 15 avaliações sob uma escala de 0 à 100. Dave Kehr do Chicago Reader ficou impressionado do quanto o filme envelheceu bem afirmando que "suas virtudes ainda permanecem intactas". Mike Massie do portal Gone With The Twins elogiou os personagens apesar de dizer que "o racismo esta lá é difícil de engolir". os três editores do Tree movies buffs chamaram o filme de clichê e racista mais confessaram que ele é bem produzido e divertido. O brasileiro Plano Crítico se sentiu incomodado com o segundo arco achando ele extremamente "forçado" mais afirmou que isso não torna o filme de ruim dando ao longa-metragem 4 de 5 estrelas.

### Reconhecimento
Além de ser considerado um dos melhores filmes de 1939 o filme é eleito como o responsável por reviver o gênero que antes era visto como "cinema b". Sendo assim considerado um dos melhores faroestes da história do cinema norte-americano.   Em 1995, o filme foi considerado "culturalmente, historicamente ou esteticamente significativo" pela Biblioteca do Congresso dos Estados Unidos e selecionado para preservação em seu National Film Registry. O filme foi eleito um dos melhores filmes de todos os tempos pela BBC e Roger Ebert. É o quarto faroeste com maior nota no Rotten Tomatoes.

### Prêmios e indicações
Oscar 1940 - vencedor das categorias de: Melhor Ator Coadjuvante (Thomas Mitchell) e Melhor trilha sonora (Richard Hageman, W. Franke Harling, John Leipold e Leo Shuken). Foi indicado aos prêmios de: Melhor filme, Melhor Direção para John Ford, Melhor direção de arte (Alexander Toluboff), Melhor fotografia (preto e branco) e Melhor edição. John Ford ganhou em 1939 o New York Film Critics Circle Awards de Melhor Diretor.

## Controvérsias
Junto com alguns outros filmes clássicos de sua época (por exemplo: Gone with the Wind), Stagecoach foi criticado por sua representação errada de eventos históricos, bem como por suas representações racistas dos nativos americanos em geral principalmente aos apaches. É considerado normal em Stagecoach  invadir e raptar nativos americanos. Em 2011, Roger Ebert observou: "As atitudes do filme em relação aos nativos americanos são racistas. Os apaches são vistos simplesmente como selvagens assassinos; não há sugestão de que os homens brancos tenham invadido suas terras. Ford compartilhou essa visão simples com inúmeros outros produtores de faroestes, e se era tosco em 1939, era ainda mais tarde em 'The Searchers' (1956), a maior colaboração Ford/Wayne”. Assim como a maioria dos faroestes antigos Stagecoach também é bastante criticado por seu tom nacionalista.

## Remakes
O remake lançado em 1966 de Stagecoach  contém as seguintes estrelas: Ann-Margret, Red Buttons, Mike Connors, Alex Cord, Bing Crosby, Robert Cummings, Van Heflin, Slim Pickens, Stefanie Powers, e Keenan Wynn. O remake foi extremamente criticado pela crítica e público sendo chamado de "medíocre". Um outro remake foi lançado em 1986 dessa vez só para televisão, assim como a refilmagem de 1966 esta versão do clássico de faroeste também recebeu análises negativas do público e da crítica.